# Dipoena malkini
Dipoena malkini är en spindelart som beskrevs av Claude Lévi 1953. Dipoena malkini ingår i släktet Dipoena och familjen klotspindlar. Inga underarter finns listade i Catalogue of Life.